# 셔츠
셔츠, 또는 샤쓰(shirts, 문화어: 샤쯔)는 양복 속에 받쳐 입거나 겉옷으로 입기도 하는 윗옷이다.

## 용어
영어권에서는 단수형 셔트(영어: shirt)와 복수형 셔츠(영어: shirts)를 구분해서 쓰지만, 대한민국에서는 복수형인 셔츠 또는 샤쓰로만 쓴다.

## 종류

### 몸통
- 앞튼셔츠(오픈셔츠, open shirt) - 목부터 허리까지 셔츠의 앞부분이 열리는 셔츠로 단추나 지퍼가 달려 이를 통해 가릴 수 있다.
- 풀오버셔츠 - 기본적으로 목부분부터 허리까지 셔츠의 앞부분이 가려져 있는 셔츠이다. 폴로셔츠, 헨리셔츠처럼 윗부분에 일부 열리는 스타일도 있다.

### 형태
- 와이셔츠 - 칼라, 긴 소매, 커프스를 모두 갖춘 오픈셔츠. 흔히 “셔츠”라고 할 때 이는 와이셔츠를 일컫는 말이다.
- 알로하셔츠 - 캠핑셔츠로도 불리며, 느슨한 형식의 오픈 셔츠로 소매가 짧다.
- 티셔츠 - 칼라와 단추(또는 지퍼)를 가지지 않은 단순한 모양의 셔츠. 원래 티셔츠는 목부터 허리까지 모두 가리고 주머니가 없으며 목부분이 둥글고 짧은 소매를 가진 셔츠를 말한다. 스타일에 따라 브이넥셔츠, 주머니 부착, 긴 소매셔츠 등이 있다.
- 폴로 셔츠 - 칼라와 버튼이 있는 풀오버 셔츠. 테니스, 골프, 폴로를 할 때 입는 셔츠다.
- 헨리셔츠 - 칼라는 없으나 버튼이 있는 풀오버 셔츠. 1970년대초 등장한 티셔츠와 폴로셔츠의 장점을 모은 형태다.

## 셔츠의 칼라 종류
- 레귤러 칼라: 일반적인 넓이의 칼라로 가장 기본이 된다.
- 와이드 칼라: 칼라 사이가 레귤러 칼라보다 크게 벌어진 형태로 드레시한 느낌을 준다. 넥타이는 크고 도톰한 윈저 노트가 잘 어울린다.
- 버튼 다운 칼라: 칼라 끝에 고정시키는 버튼이 있는 칼라로 세미 정장이나 캐주얼 셔츠에 사용된다.
- 탭 칼라: 칼라 사이에 고정시키는 탭이 달려 칼라를 끌어 당겨준다.
- 차이나 칼라: 목선을 따라 자연스럽게 곡선을 형성하는 밴드형 칼라로 넥타이를 매지 않아도 단정한 이미지를 준다.

## 같이 보기
- 남방
- 블라우스
- 와이셔츠
- teeanti